# Санки (село)
Санки — село в Лукояновском районе Нижегородской области. Входит в состав городского поселения Рабочий посёлок имени Степана Разина.

## География
Находится в южной части Нижегородской области на расстоянии приблизительно 25 километров по прямой на юго-запад от города Лукоянов, административного центра района.

## История
В 1915 году отделилось от села Печи. Изначальное население было мокшанским.

## Население
Постоянное население составляло 136 человека (русские 100 %) в 2002 году, 127 в 2010.